# 务德镇
务德镇，是中华人民共和国云南省曲靖市宣威市下辖的一个镇。

## 行政区划
务德镇下辖以下地区：
务德村、宏爱村、戛姑村、小街村、庆发村、拖克村、发图村、岔路村、火姑村、太阳村、新华村、糯戛村、卜戛村、茨戛村、上坪村、新店村和庶乐村。